# Eunidia affinis
Eunidia affinis là một loài bọ cánh cứng trong họ Cerambycidae.